# Lição Manuel Rocha
A Lição Manuel Rocha de homenagem à figura do Engenheiro Manuel Rocha é organizada anualmente desde 1984 pela Associação dos Geotécnicos Antigos Alunos da Universidade Nova de Lisboa e pela Sociedade Portuguesa de Geotecnia, com o apoio de uma Comissão Científica desde 2005.
A Lição tem a forma de uma conferência proferida por personalidades de reconhecido mérito na área da Geotecnia (Mecânica dos Solos, Mecânica das Rochas e Geologia de engenharia), para tal especialmente convidadas.
As Lições são publicadas na revista Geotecnia - Revista Luso-Brasileira de Geotecnia - da Sociedade Portuguesa de Geotecnia, Associação Brasileira de Mecânica dos Solos e Engenharia Geotécnica e Associação Brasileira de Geologia de Engenharia e Ambiental.